# Borkhausenites
Borkhausenites é um gênero de traça pertencente à família Agonoxenidae.